# Marcelo Marticorena
Marcelo Marticorena, vollständiger Name Marcelo Nicolás Marticorena Garguilo, (* 7. Juli 1993 in Las Piedras) ist ein uruguayischer Fußballspieler.

## Verein
Der nach Angaben seines Vereins 1,87 Meter große Torwart steht mindestens seit der Clausura 2013 im Kader des uruguayischen Erstligisten Juventud, aus dessen Nachwuchsmannschaft er hervorging. Sein Debüt in der höchsten uruguayischen Spielklasse feierte er am 13. April 2013 bei der 0:2-Niederlage des 8. Clausura-Spieltags, als er für den verletzten Adrián Berbia eingewechselt wurde. Bis zum Abschluss der Clausura 2013 absolvierte er dort drei Partien in der Primera División. In der Saison 2013/14 kam er nicht zum Zug. Zu Beginn der Apertura 2014 wurde Marticorena im August 2014 nicht im Kader der Ersten Mannschaft geführt, kam allerdings bei der Nachwuchsmannschaft zum Einsatz. Im Februar 2015 schloss er sich dem in der höchsten uruguayischen Amateurliga spielenden Club Oriental de Football an, gewann mit dem Team die Ligameisterschaft der Spielzeit 2014/15. Dies bedingte den Aufstieg seiner Mannschaft. In der Saison 2015/16 kam er 19-mal in der Segunda División zum Einsatz. Im August 2016 wechselte er zum Erstligaabsteiger Villa Teresa, für den er in der Spielzeit 2016 neun Zweitligaspiele absolvierte.